# Сары-Чумыш (село)
Сары-Чумыш — село в Новокузнецком районе Кемеровской области России. Административный центр Сары-Чумышского сельского поселения.
На 2007 год население села составляло 476 человек.
Среди уроженцев: Пётр Томский

## История
Основано в 1801 году. На территории села располагался Сары-Камышский редут.

## География
Расположено на административной границе с Ельцовским районом
Алтайского края, при впадении реки Сары-Чумыш в реку Чумыш. Возле села находится кедровый бор.

## Население
| 2010 |
| ---- |
| 514  |

## Известные жители
В 1801 году в селе родился святой Пётр Томский

## Инфраструктура
Сары-Чумышская основная общеобразовательная школа
Администрация Сары-Чумышского сельского поселения
отделение социального обслуживания на дому

## Транспорт
Проходит автодорога муниципального значения.